# Suplicatorio
Un suplicatorio (del latín tardío supplicātor, suplicante) es conforme la definición más usual en términos políticos «la instancia que un juez o tribunal eleva a un cuerpo legislativo, pidiendo permiso para proceder en justicia contra algún miembro de ese cuerpo», habida cuenta de que habitualmente los representantes parlamentarios gozan de inmunidad, o fuero parlamentario.